# Groupe d'Ananké
Pour les articles homonymes, voir Ananké.
Le groupe d'Ananké est un groupe de satellites naturels de Jupiter qui partagent des orbites similaires.

## Caractéristiques
Le groupe d'Ananké regroupe plusieurs satellites, qui orbitent de façon rétrograde autour de Jupiter sur des demi-grands axes compris entre 19 300 000 et 22 700 000 km, des inclinaisons de 145,7 à 154,8° par rapport à l'équateur de Jupiter et des excentricités entre 0,02 et 0,28.
Le groupe est nommé d'après Ananké, son membre le plus grand et le plus massif. Étant rétrogrades, l'Union astronomique internationale réserve, par convention, à ces satellites des noms se terminant en « -e » (les progrades se finissant en « -a »).

Diagramme illustrant l'orbite des satellites irréguliers de Jupiter. Le groupe d'Ananké est visible sur le centre-gauche.
Diagramme illustrant l'inclinaison des membres du groupe d'Ananké en fonction du demi-grand axe.
Diagramme similaire au précédent, se focalisant sur le cœur du groupe.

## Origine
Le groupe d'Ananké se serait formé à partir d'un astéroïde capturé par Jupiter et par la suite fragmenté lors d'une collision. Cette hypothèse est fondée sur la faible dispersion des éléments orbitaux moyens des membres du cœur du groupe et peut être étayée par une petite impulsion de vitesse (15 < δV < 80 m/s), compatible avec une collision simple et une fragmentation.
Sur la base de la taille des satellites, l'astéroïde originel devait mesurer environ 28 km de diamètre. Comme cette valeur est proche du diamètre approximatif d'Ananké lui-même, il est probable que le corps d'origine ne fut pas trop disloqué.
Les études photométriques vont dans le sens de cette origine : trois des satellites du groupe (Praxidiké, Jocaste et Harpalycé) présentent une couleur grise similaire (indices de couleur B−V = 0,77 et V−R = 0,42) tandis qu'Ananké est situé à la limite entre gris et rouge pâle.

## Liste
Le groupe d'Ananké comprend un cœur de huit satellites dont les paramètres sont très proches : Ananké, Praxidiké, Jocaste, Harpalycé, Thyoné, Euanthé, Mnémé et S/2003 J 16. Huit autres satellites sont situés sur des orbites plus éloignées, mais pourraient faire néanmoins partie du groupe : Euporie, Jupiter LX, Jupiter LV, Orthosie, Thelxinoé, Hermippé, Hélicé, Jupiter LVIII, Jupiter LIV.
La liste suivante récapitule les principales caractéristiques des membres du groupe d'Ananké, classés par demi-grand axe croissant. Les éléments orbitaux sont donnés pour l'époque 6 mars 2006 (JJ 2453800.5) pour Mnémé, 27 octobre 2007 (JJ 2454400.5) pour Ananké et 14 juillet 2004 (JJ 2453200.5) pour les autres. L'inclinaison est relative au plan de l'écliptique. Les membres potentiels sont indiqués en italique.
| Nom           | Demi-grand axe (km) | Dimensions (km) | Période de révolution (d) | Inclinaison (°) | Excentricité |
| ------------- | ------------------- | --------------- | ------------------------- | --------------- | ------------ |
| Euporie       | 19 088 450          | 2,0             | 538,78                    | 144,69417       | 0,0960108    |
| Jupiter LX    | 19 621 797          | 2,0             | 561,52                    | 146,36320       | 0,2507499    |
| Jupiter LV    | 19 812 595          | 2,0             | 569,73                    | 147,40113       | 0,1569930    |
| Ananké        | 20 439 111          | 28,0            | 596,96                    | 150,18704       | 0,3121491    |
| Thelxinoé     | 20 453 772          | 2,0             | 597,61                    | 151,29285       | 0,2684719    |
| Euanthé       | 20 464 872          | 3,0             | 598,09                    | 143,40906       | 0,2000650    |
| Hélicé        | 20 540 284          | 4,0             | 601,40                    | 154,58669       | 0,1374936    |
| Orthosie      | 20 567 990          | 2,0             | 602,62                    | 142,36668       | 0,2433470    |
| Jupiter LIV   | 20 595 483          | 3 ?             | 603,83                    | 139,83916       | 0,1404545    |
| Jocaste       | 20 722 584          | 5,2             | 609,43                    | 147,24851       | 0,2874064    |
| S/2003 J 16   | 20 743 797          | 2,0             | 610,36                    | 150,76918       | 0,3184888    |
| Praxidiké     | 20 823 967          | 6,8             | 613,90                    | 144,20594       | 0,1840092    |
| Harpalycé     | 21 063 832          | 4,4             | 624,54                    | 147,22372       | 0,2440910    |
| Mnémé         | 21 129 805          | 2,0             | 627,48                    | 149,73298       | 0,3169327    |
| Hermippé      | 21 182 104          | 4,0             | 629,81                    | 151,24225       | 0,2290432    |
| Thyoné        | 21 405 589          | 4,0             | 639,80                    | 147,27615       | 0,2525796    |
| Jupiter LVIII | 22 721 019          | 2,0             | 699,68                    | 141,81280       | 0,0932263    |